# Сулинський заказник
Су́линський зака́зник — ландшафтний заказник загальнодержавного значення в Україні. Розташований на території Золотоніського району Черкаської області та Глобинського району Полтавської області, у пригирловій частині річки Сули. 
Площа 7871,3 га. Установи, які є землевласниками та у віданні яких перебуває заказник, — Черкаське регіональне управління водних ресурсів, ДП «Золотоніське ЛГ», ВАТ «Велика Бурімка»,  АКП «Лящівка», КСП ім. Старицького, КСП «Маяк», КСП «Мохнацький», Чорнобаївська селищна громада, Іркліївська сільська громада. Заказник створений Указом Президента України від 9 грудня 1998 року № 1341/98. 
Заказник являє собою один з найбагатших за видовим складом флори і фауни водно-болотних комплексів центральної України. Є основним на Кременчуцькому водосховищі нерестовищем, місцем нагулу і зимівлі різноманітних видів риб: щуки, коропа, ляща, синця, судака тощо. 
Місце гніздування та відпочинку багатьох видів перелітних птахів, серед яких: чапля жовта, реготун чорноголовий, лежень, кулик-сорока, ходуличник, дерихвіст степовий, які занесені до Червоної книги України. 
Входить до складу Нижньосульського національного природного парку.

## Галерея

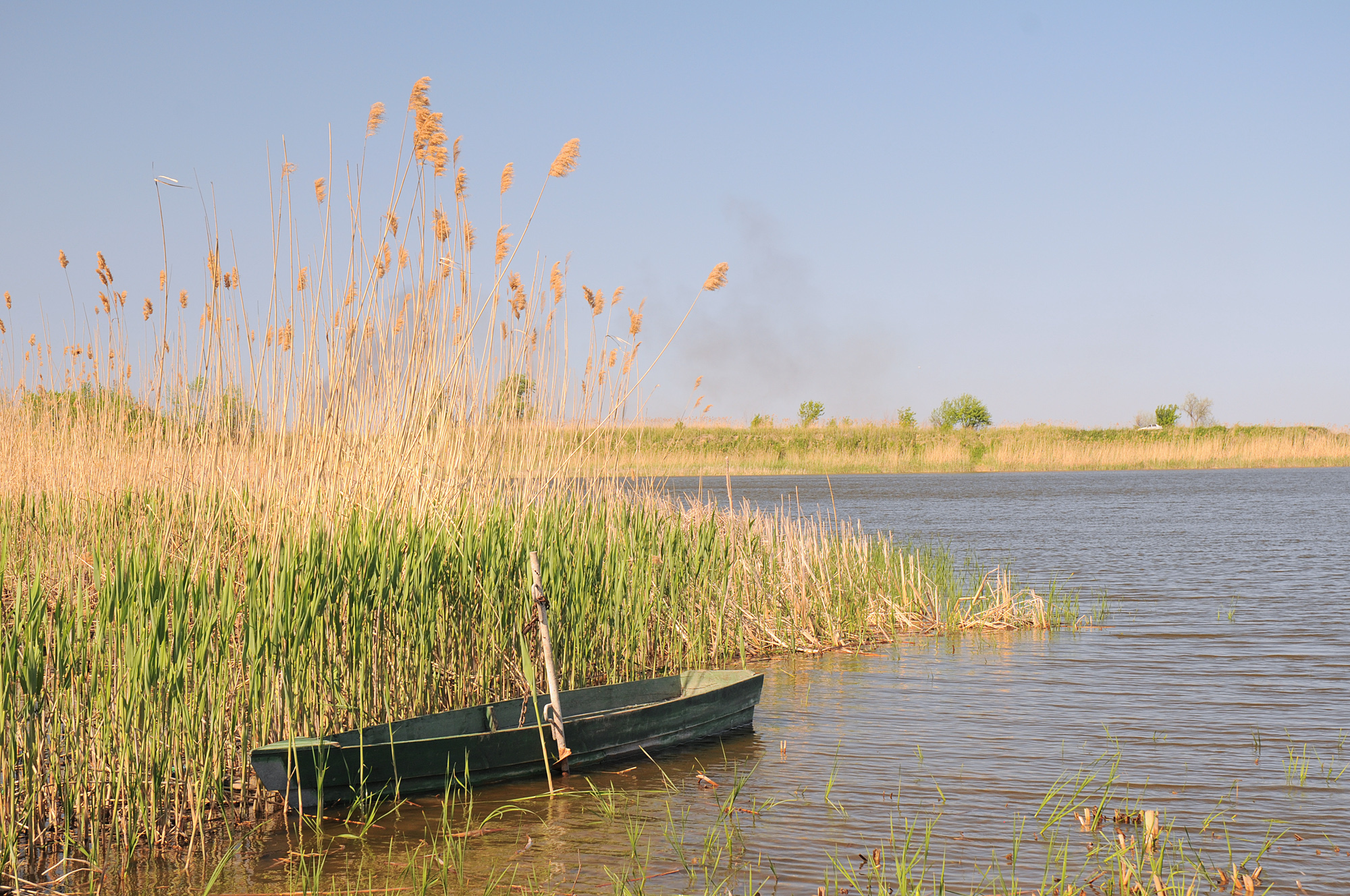
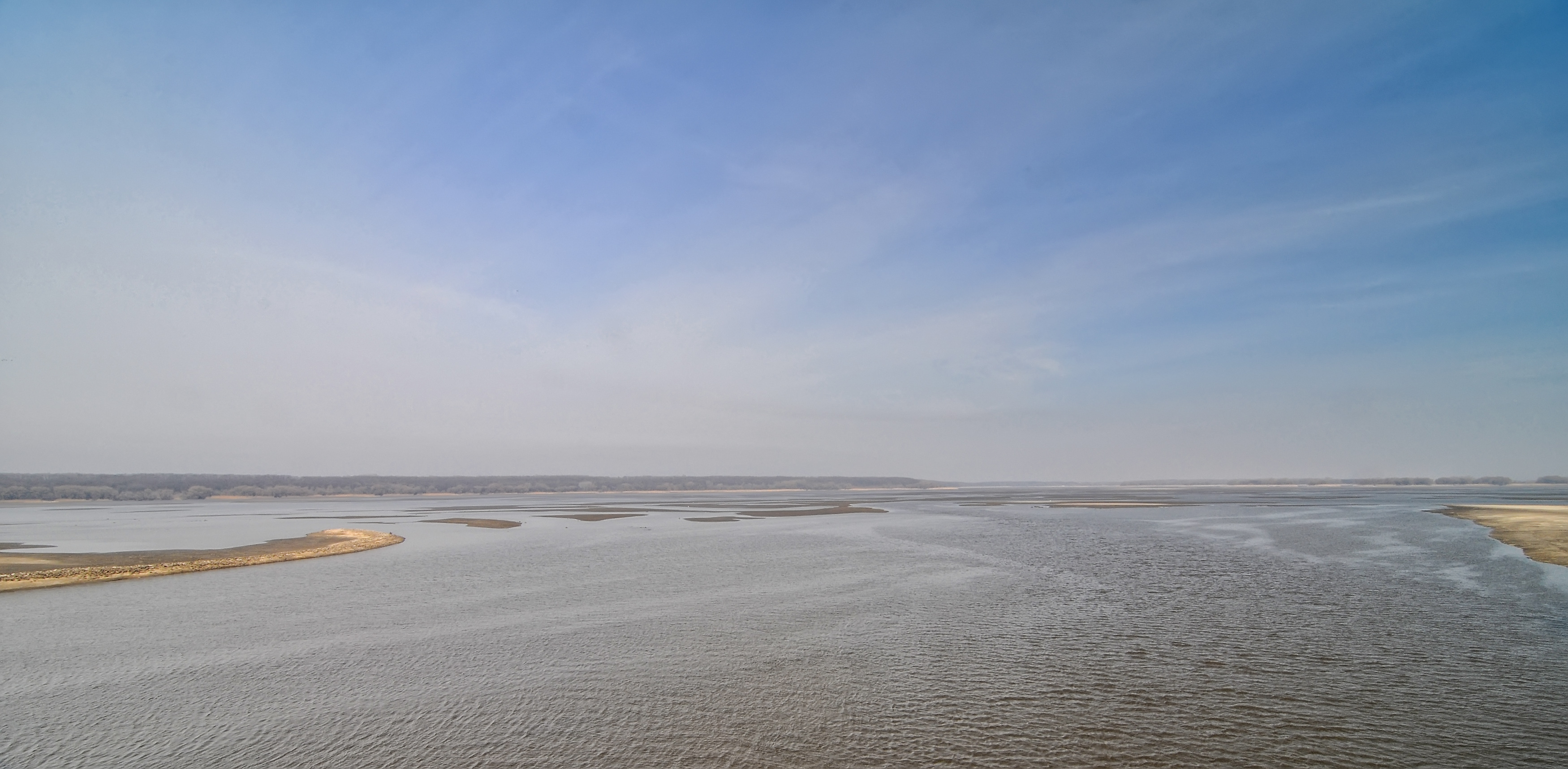
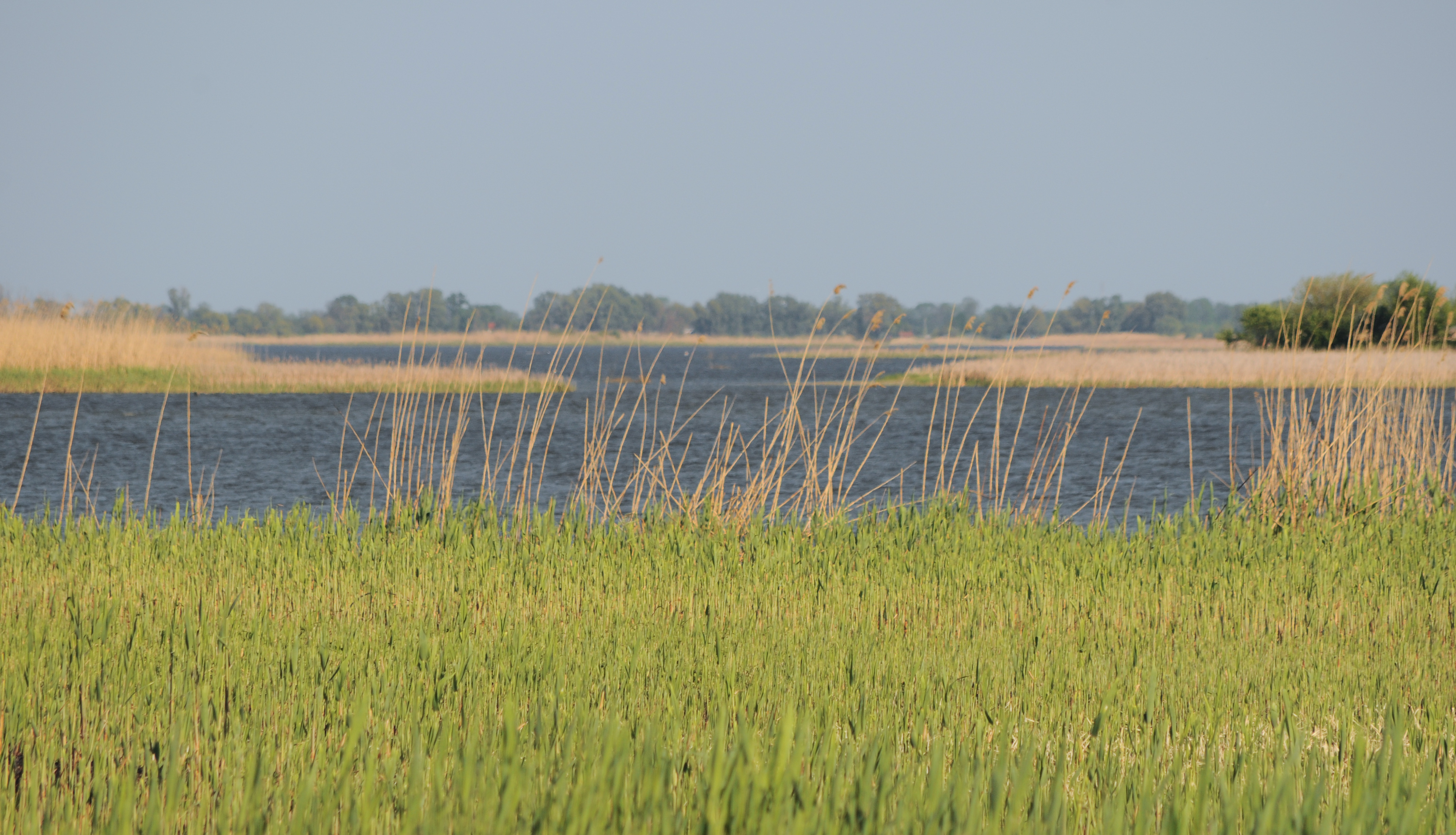
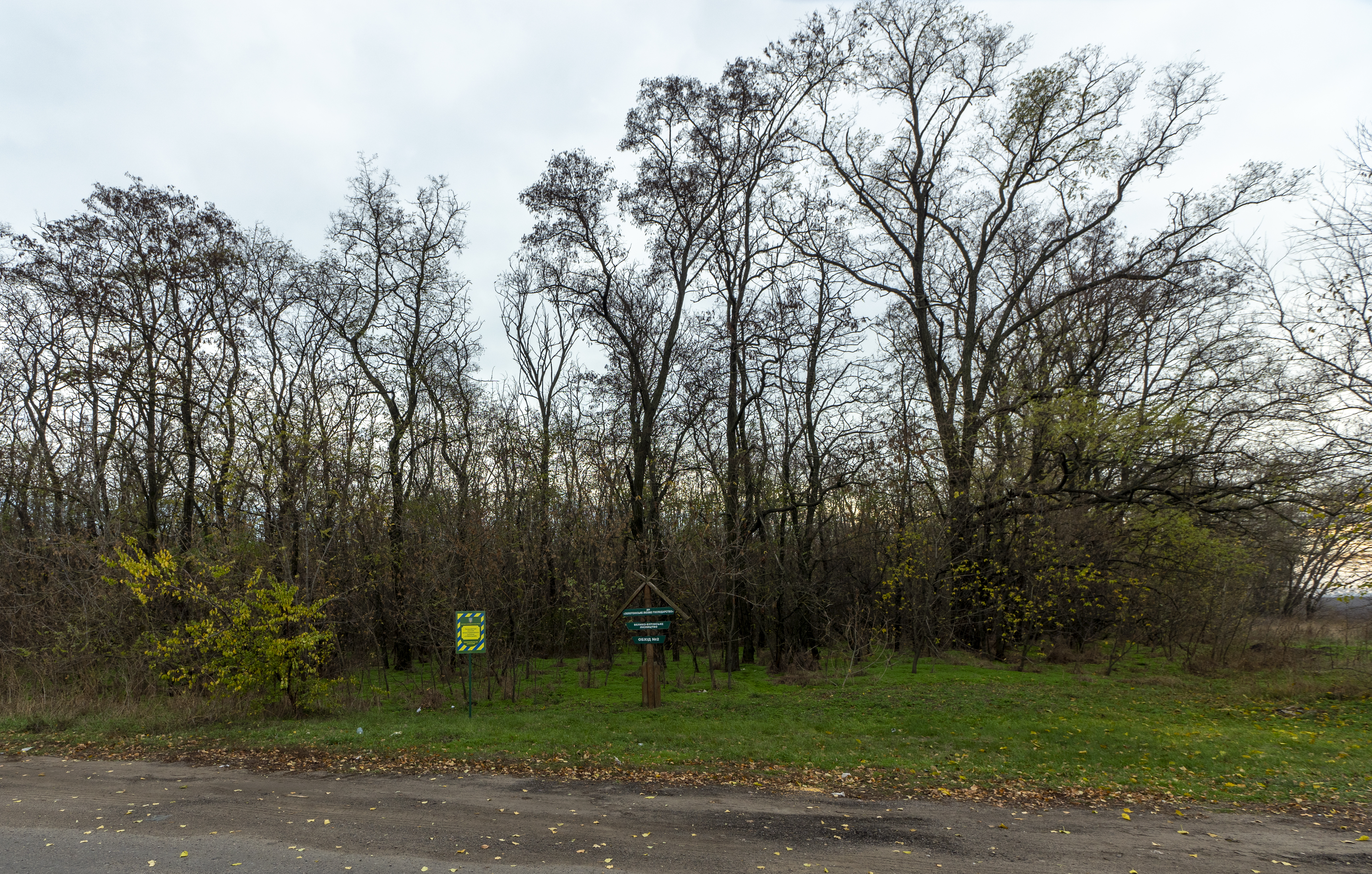
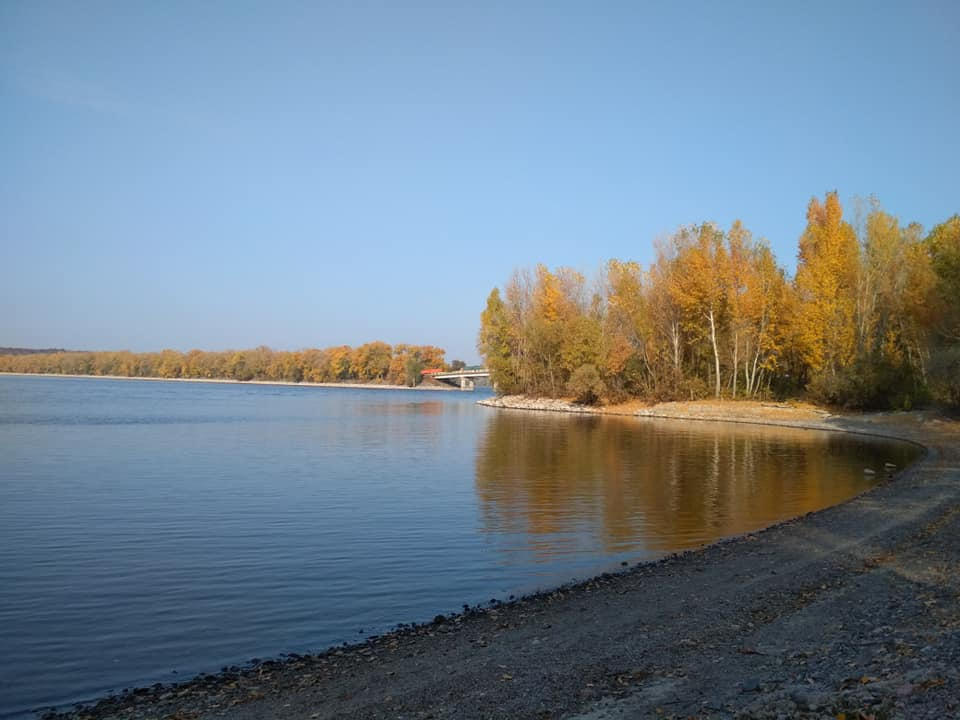